# Jorge Marrão
Jorge Marrão é um economista, empresário e gestor português. É o gestor e responsável pela área do imobiliário da consultora Deloitte. É também colunista convidado do Jornal de Negócios e de outras publicações, e um dos fundadores e presidente do Movimento Europa e Liberdade (MEL).
A nível académico, Marrão é licenciado em Economia, é professor no Instituto Superior de Economia e Gestão.
Foi presidente da Associação Projeto Farol, integra o World Travel Tourism Council (WTTC) e é membro do American Club de Lisboa.
Jorge Marrão também é orador em conferências públicas de diversas índoles realizadas em associações, universidades e outros fóruns.